# Костяево (Ярославская область)
Костяево — деревня в Ивняковском сельском поселении Ярославского района Ярославской области России.

## География
Деревня расположена в окружении сельскохозяйственных полей на правом берегу реки Глухарика и на левом берегу реки Шепелюха. В непосредственной близости протекают обе реки. На севере граничит с деревней Подберёзново.

## История
В 2006 году деревня вошла в состав Ивняковского сельского поселения образованного в результате слияния Ивняковского и Бекреневского сельсоветов.

## Население
| 2007 | 2010 |
| ---- | ---- |
| 6    | →6   |

### Историческая численность населения
По состоянию на 1859 год в деревне было 6 домов и проживало 67 человек.
По состоянию на 1989 год в деревне проживало 12 человек.

### Национальный и гендерный состав
Согласно результатам переписи 2002 года, в национальной структуре населения русские составляли 100 % из 11 чел., из них 3 мужчины, 8 женщин.
Согласно результатам переписи 2010 года население составляют 3 мужчины и 3 женщины.

## Инфраструктура
Основа экономики — личное подсобное хозяйство. По состоянию на 2021 год большинство домов используется жителями для постоянного проживания и проживания в летний период. Вода добывается жителями из личных колодцев.
Почтовое отделение №150509, расположенное в деревне Дорожаево, на март 2022 года обслуживает в деревне 23 дома.

## Транспорт
Костяево расположено в 1,3 км от автодороги Р-132 «Золотое кольцо». До деревни идёт асфальтовая, а затем грунтовая дорога.